# Mogorella
Mogorella (sardinski: Mogorèdda) je grad i općina (comune) u pokrajini Oristanu u regiji Sardiniji, Italija. Nalazi se na nadmorskoj visini od 265 metara i ima 442 stanovnika.
 Prostire se na 17,06 km². Gustoća naseljenosti je 26 st/km².
Susjedne općine su: Albagiara, Ruinas, Usellus, Villa Sant'Antonio i Villaurbana.